# Néstor Susaeta
Néstor Susaeta Jaurrieta (Eibar, 11 dicembre 1984) è un ex calciatore spagnolo, di ruolo ala o centrocampista.

## Biografia
È il cugino di Markel Susaeta, a sua volta calciatore.